# الرخم (المحفد)

تعديل مصدري - تعديل

الرخم هي إحدى قرى عزلة المحفد بمديرية المحفد التابعة لمحافظة أبين، بلغ تعداد سكانها 518 نسمة حسب تعداد اليمن لعام 2004.